# Kust
Kust (en rus: Куст) és un poble (un possiólok) de l'óblast de Saràtov, a Rússia, segons el cens del 2010 tenia 22 habitants. Pertany al districte municipal de Petrovsk.